# کورش صفوی
کورش صفوی (۶ تیر ۱۳۳۵ – ۲۰ مرداد ۱۴۰۲) زبان‌شناس و مترجم ایرانی، و استاد دانشگاه علامه طباطبائی بود. پژوهش‌های او در زمینهٔ معناشناسی، نشانه‌شناسی، رابطهٔ زبان‌شناسی و ادبیات و تاریخ زبان‌شناسی بود.
با قرار گیری صدرالدین شریعتی در سال ۱۳۸۴ و همزمان با شروع ریاست جمهوری محمود احمدی نژاد در ایران، صفوی دانشگاه علامه طباطبایی را ترک کرده و به هندوستان می‌رود و با پایان دورۀ ریاست جمهوری احمدی نژاد و انتصاب حسن سلیمی به عنوان رئیس دانشگاه علامه طباطبایی، به ایران باز می گردد و دوباره در جایگاه پیشین خود در دانشکدۀ ادبیات و زبانهای خارجی به عنوان یکی از اعضای هیئت علمی گروه زبان شناسی ادامۀ فعالیت می‌دهد.
دوران ریاست صدرالدین شریعتی بر دانشگاه علامه، دورانی است که برخی اساتید دانشگاه علامه طباطبایی به دلایل مختلف اخراج شده‌اند  که یکی از این موارد، دکتر مهدی محسنیان راد است که از گروه ارتباطات اخراج و مستقیما جذب دانشگاه امام صادق به‌عنوان عضو هیئت علمی  شد.
صفوی علاوه بر تدریس در دانشگاه علامه، مسئول بخش تایید چاپ کتابهای حوزۀ زبان‌شناسی انتشارات علمی نیز بوده‌است.
یکی از مهمترین کتابهای صفوی که منبع درسی دانشجویان زبان شناسی ایران می‌باشد، کتاب «درآمدی بر معنی شناسی» است که توسط حوزۀ هنری سازمان تبلیغات اسلامی منتشر شده‌است.

## زندگی
کوروش صفوی یکی از بازماندگان خانوادۀ سلطنتی صفویه در ایران، زبان‌شناس ایرانی در تهران زاده شد. پدر او احمد عمادالدین صفوی، رئیس دانشکدهٔ حقوق دانشگاه تهران بود و به دنبال مأموریتی تدریسی، او را در دوماهگی به سوییس برد. تحصیلات ابتدائی خود را در آلمان و اتریش گذراند و به جز زبان آلمانی، زبان‌های یونانی باستان و لاتینی را آموخت. پدرش با ناتل خانلری و باستانی پاریزی نشست و برخاست داشت. در سال ۱۳۴۹ با پایان مأموریت پدر، به ایران بازگشت، ولی زبان فارسی را با دشواری سخن می‌گفت. دیپلم آلمانی او به این دلیل در ایران پذیرفته نشد که آلمان نیز دیپلم ایرانی را نمی‌پذیرفت. صفوی ناگزیر شد دورهٔ دبیرستان را دوباره در ایران بگذراند و از دبیرستان هدف ۴ آن ایام دیپلم ریاضی بگیرد. سپس به رشتهٔ زبان و ادبیات آلمانی دانشگاه تهران رفت و سال بعد انتقالی به مدرسهٔ عالی ترجمه گرفت و در سال ۱۳۵۴ موفق به دریافت مدرک کارشناسی زبان آلمانی از این دانشگاه شد.

کورش صفوی در دومین کارگاه معنی‌شناسی انجمن زبان‌شناسی ایران، خردادماه ۱۳۹۰

در همان سال برای ادامهٔ تحصیل به آمریکا رفت و پس از یک فصل تحصیل در رشتهٔ زبان‌شناسی در دانشگاه دولتی اوهایو و دو نیمسال تحصیل در ام.آی. تی، به دلیل سکتهٔ پدر به ایران بازگشت و در سال ۱۳۵۶ وارد دورهٔ کارشناسی ارشد زبان‌شناسی دانشگاه تهران شد و در سال ۱۳۵۸ و پیش از انقلاب فرهنگی موفق شد در مقطع تحصیلی کارشناسی ارشد فارغ‌التحصیل شود. پایان‌نامهٔ وی «آزادی و بند در واژگان غیر بسیط زبان فارسی» زیر نظر علی‌محمد حق‌شناس دفاع شد. وی در همان سال ۱۳۵۶ ابتدا به صورت حق‌التدریسی سپس به صورت قراردادی و پیمانی به استخدام دانشکدهٔ علوم و ارتباطات درآمد. وی نزدیک به ده سال پس از اخذ کارشناسی ارشد خود و هنگامی که دورهٔ دکتری زبانشناسی دانشگاه تهران دوباره بازگشایی شد، وارد این دوره شد و در سال ۱۳۷۲ دکتری زبان‌شناسی خود را با پایان‌نامهٔ «اسباب ایجاد نظم در ادب فارسی» به راهنمایی علی‌محمد حق‌شناس از این دانشگاه گرفت. صفوی دارای پژوهش‌های متعددی در زمینۀ معنی‌شناسی، نشانه‌شناسی، رابطۀ زبان‌شناسی و ادبیات و تاریخ زبان‌شناسی است و تنها کسی است که  بخش‌هایی از کتاب دورۀ زبان‌شناسی عمومی فردینان دو سوسور را ترجمه و در ایران منتشر کرده است. علاوه بر این او اولین کسی است که  نظریۀ زبان شناسی چامسکی را ترجمه و در ایران انتشار داد و در سالهای پایانی زندگی خود، این کار را یکی از بزرگترین اشتباهات خود می‌نامید.
او در ۲۰ مرداد ۱۴۰۲ در ۶۷ سالگی در قبرس شمالی درگذشت.
دربارهٔ علت درگذشت کورش صفوی شایعاتی مطرح شده بود که فرزند او در گفت‌وگو با سایت جامعه خبری عصرگاه این شایعات را به کلی تکذیب کرد.
از معنی‌شناسان و نشانه‌شناسان شناخته شده‌ای  که تحت آموزش صفوی بوده‌اند و در این زمینه به زبان فارسی به  چاپ و انتشار کتاب پرداخته‌اند، می توان به فرزان سجودی، راحله گندمکار و صادق هاشمی اشاره کرد.

## انتقادات
ساجد طیبی (عضو پژوهشگاه دانش‌های بنیادی) در مقایسه‌ای میان دو ترجمه از کتاب درآمدی تازه بر فلسفهٔ زبان از ویلیام لایکن، ترجمهٔ کورش صفوی را زیر سؤال می‌برد. طیبی، ترجمهٔ میثم محمدامینی (استادیار پژوهشکده مطالعات بنیادین علم و فناوری) را ترجمه‌ای بسیار خوب و ترجمه کوروش صفوی را «نمونه‌ای اعلا از ترجمهٔ بد از کتابی فلسفه» دانسته و ایرادات پرشماری از این ترجمه را در ادامه نقل کرده‌است.

## آثار

### تألیف
- درآمدی بر زبان‌شناسی. تهران: بنگاه ترجمه و نشر کتاب، ۱۳۶۰.
- واژه‌نامهٔ زبان‌شناسی. تهران: نشر مجرد. ۱۳۶۱.
- نگاهی به پیشینهٔ زبان فارسی. تهران: نشر مرکز. ۱۳۶۷.
- هفت گفتار دربارهٔ ترجمه. تهران: نشر مرکز. ۱۳۷۱.
- از زبان‌شناسی به ادبیات. ج اول: نظم. تهران: نشر مرکز. ۱۳۷۱.
- گفتارهایی در زبان‌شناسی. تهران: نشر هرمس. ۱۳۸۰.
- درآمدی بر معنی‌شناسی. تهران: انتشارات علمی. ۱402.
- منطق در زبان‌شناسی. تهران: پژوهشگاه فرهنگ و هنر اسلامی. ۱۳۸۰.
- از زبان‌شناسی به ادبیات. ج دوم: شعر. تهران: پژوهشگاه فرهنگ و هنر اسلامی. ۱۳۸۱.
- معنی‌شناسی کاربردی. تهران: نشر همشهری. ۱۳۸۲.
- فرهنگ توصیفی معنی‌شناسی. تهران: انتشارات علمی. 1401.
- نگاهی به ادبیات از دیدگاه زبان‌شناسی. تهران: انتشارات انجمن شاعران ایران. ۱۳۸۴.
- زبان‌های دنیا: چهار مقاله در زبان‌شناسی، تهران: انتشارات سعاد. ۱۳۸۴.
- آشنایی با نظام‌های نوشتاری. تهران: نشر پژواک کیوان. ۱۳۸۵.
- آشنایی با معنی‌شناسی. تهران: نشر پژواک کیوان. ۱۳۸۵.
- آشنایی با تاریخ زبان‌های ایران. تهران: نشر پژواک کیوان. ۱۳۸۵.
- آشنایی با تاریخ زبان‌شناسی. تهران: نشر پژواک کیوان. ۱۳۸۵.
- مبانی زبان‌شناسی. با همکاری احمد سمیعی، لطف‌الله یارمحمدی. تهران: سازمان پژوهش و برنامه‌ریزی آموزشی: وزارت آموزش و پرورش. ۱۳۸۷.
- استعاره از نگاهی دیگر، تهران: انجمن شاعران ایران. ۱۳۸۷.
- سرگردان در فلسفهٔ ادبیات. تهران: انجمن شاعران ایران. ۱۳۸۹.
- مجموعه نوشته‌های پراکنده. تهران: انتشارات علمی. 1399
- آشنایی با نظریه‌های نقد ادبی. تهران: انتشارات علمی. 1398
- نگاهی به تاریخ معنی‌شناسی. تهران: انتشارات علمی. 1398
- تعبیر متن. تهران: انتشارات علمی. 1399
- آشنایی با نشانه‌شناسی ادبیات. تهران: انتشارات علمی. 1400
- استعاره. تهران: انتشارات علمی. 1401
- آشنایی با معنی‌شناسی صوری. تهران: انتشارات علمی. 1401

### ترجمه
- بورگل، ی.ک. ۱۳۶۵. سه رساله دربارهٔ حافظ. کورش صفوی (مترجم). تهران: نشر مرکز.
- پالمر، ف.ر. ۱۳۶۶. نگاهی تازه به معنی‌شناسی. کورش صفوی (مترجم). تهران: نشر هرمس.
- گاور، آ. ۱۳۶۷. تاریخ خط. ترجمه عباس مخبر و کورش صفوی. تهران: نشر مرکز.
- یاکوبسن، ر. ۱۳۷۶. روندهای بنیادین در دانش زبان. کورش صفوی (مترجم). تهران: نشر هرمس.
- سوسور، ف.دو. ۱۳۷۷. دوره زبان‌شناسی عمومی. کورش صفوی (مترجم). تهران: نشر هرمس.
- چامسکی، ن. ۱۳۷۶. زبان و ذهن. کورش صفوی (مترجم). تهران: نشر هرمس.
- تراکس، دیونوسیوس. ۱۳۷۷. فن دستور. کورش صفوی (مترجم). تهران: نشر هرمس.
- هیئت مؤلفان. ۱۳۷۸. زبان‌شناسی و ادبیات. کورش صفوی (مترجم). مجموعه مقالات دانش نامهٔ فلسفه. تهران: نشر هرمس.
- هوسله، و. ۱۳۷۸. محفل فیلسوفان خاموش. کورش صفوی (مترجم). تهران: نشر هرمس.
- کالر، ج. ۱۳۷۹. فردینان دو سوسور. کورش صفوی (مترجم). تهران: نشر هرمس.
- چامسکی، ن. ۱۳۷۹. زبان و اندیشه. کورش صفوی (مترجم). تهران: نشر هرمس.
- گاردر، ی. ۱۳۷۹. دنیای سوفی. کورش صفوی (مترجم). تهران‌: دفتر پژوهش‌های فرهنگی.
- گوته، ی.و. ۱۳۷۹. دیوان غربی شرقی. کورش صفوی (مترجم). تهران: مرکز بین‌المللی گفتگوی تمدن‌ها.
- کالر، ج. ۱۳۸۸. بوطیقای ساختگرا. کورش صفوی (مترجم). تهران: مینوی خرد.
- لاینز، ج. ۱۳۹۱. درآمدی بر معنی‌شناسی زبان. کورش صفوی (مترجم). تهران: نشر علمی.
- لایکن، و. ۱۳۹۱. درآمدی تازه بر فلسفهٔ زبان. کورش صفوی (مترجم). تهران: نشر علمی.
- واژه‌ها بدون معنی. کریستوفر گوکر. کورش صفوی (مترجم). تهران: نشر علمی
- تاریخ زبان. هنری سوییت. کورش صفوی (مترجم). تهران: نشر علمی
- معنای معنی. چارلز کی‌آگدن. کورش صفوی (مترجم). تهران: نشر علمی
- تقابل. چارلز کی‌آگدن. کورش صفوی (مترجم). تهران: نشر علمی
- تمهیداتی برای طرح نظریه‌ای در باب زبان. لویی یلمزلف. چارلز کی‌آگدن. کورش صفوی (مترجم). تهران: نشر علمی